# ABCG2
جعبهٔ متصل‌شونده به آدنوزین تری‌فسفات، عضو شمارهٔ ۲ از زیرتیرهٔ جی (انگلیسی: ATP-binding cassette sub-family G member 2) یا به اختصار «ABCG2» یک پروتئین است که در انسان توسط ژن «ABCG2» کُدگذاری می‌شود. نام دیگر این پروتئین «CDw338» (مجموعه تمایزی w338) است.
از این پروتئین، گاهی با عنوانِ «پروتئین پایداری سرطان پستان» یاد می‌شود، چرا که در مقاومت دارویی در برابر عوامل شیمی‌درمانی (از جمله میتوکسانترون و آنالوگ‌های کَمپتوتسین) نقش دارد.
ABCG2 به میزان قابل‌توجهی در جفت ساخته و ترشح می‌شود و ثابت شده‌است که در محافظت از جنین در برابر مواد بیگانه‌زیست (موجود در خون مادر) نقش دارد.
این پروتئین همچنین غشاء رأسی پرزهای روده، در سد خونی مغزی، در سد خونی-بیضه‌ای و در غشاء سلول‌های بنیادی خونساز و سایر سلول‌های بنیادی، نقش محافظتی ایفا می‌کند. در غشاء رأسی کبدی و کلیوی نیز، دفعِ مواد بیگانه‌زیست را افزایش می‌دهد. در غدد شیری پستان نیز، در ترشح ویتامین ب۲ و بیوتین به درون شیر مادر نقش دارد. سرانجام در غشاءهای دستگاه گوارش و ادرار، در دفعِ اوره شرکت دارد.

## بیشتر بخوانید
- Hazai E, Bikadi Z (2008). "Homology modeling of breast cancer resistance protein (ABCG2)". J Struct Biol. 162 (1): 63–74. doi:10.1016/j.jsb.2007.12.001. PMID 18249138.
- Abbott BL (2006). "ABCG2 (BCRP): a cytoprotectant in normal and malignant stem cells". Clin Adv Hematol Oncol. 4 (1): 63–72. PMID 16562373.
- Schmitz G, Langmann T, Heimerl S (2002). "Role of ABCG1 and other ABCG family members in lipid metabolism". J. Lipid Res. 42 (10): 1513–20. PMID 11590207.
- Ejendal KF, Hrycyna CA (2003). "Multidrug resistance and cancer: the role of the human ABC transporter ABCG2". Curr. Protein Pept. Sci. 3 (5): 503–11. doi:10.2174/1389203023380521. PMID 12369998.
- Doyle LA, Ross DD (2003). "Multidrug resistance mediated by the breast cancer resistance protein BCRP (ABCG2)". Oncogene. 22 (47): 7340–58. doi:10.1038/sj.onc.1206938. PMID 14576842.
- Sugimoto Y, Tsukahara S, Ishikawa E, Mitsuhashi J (2005). "Breast cancer resistance protein: molecular target for anticancer drug resistance and pharmacokinetics/pharmacodynamics". Cancer Sci. 96 (8): 457–65. doi:10.1111/j.1349-7006.2005.00081.x. PMID 16108826.
- Ishikawa T, Tamura A, Saito H,  et al. (2006). "Pharmacogenomics of the human ABC transporter ABCG2: from functional evaluation to drug molecular design". Naturwissenschaften. 92 (10): 451–63. doi:10.1007/s00114-005-0019-4. PMID 16160819.
- Krishnamurthy P, Schuetz JD (2006). "Role of ABCG2/BCRP in biology and medicine". Annu. Rev. Pharmacol. Toxicol. 46: 381–410. doi:10.1146/annurev.pharmtox.46.120604.141238. PMID 16402910.
- Robey RW, Polgar O, Deeken J,  et al. (2007). "ABCG2: determining its relevance in clinical drug resistance". Cancer Metastasis Rev. 26 (1): 39–57. doi:10.1007/s10555-007-9042-6. PMID 17323127.